# Guillermo Ragazzone
Guillermo Lorenzana Ragazzone (Salvador, 1956. január 5. – ) salvadori válogatott labdarúgó.

## Pályafutása

### Klubcsapatban
1980 és 1987 között az Atlético Marte játékosa volt, melynek tagjaként három salvadori bajnoki címet (1981, 1982, 1985) szerzett. 1988 és 1989 között a Cojutepeque együttesében játszott.

### A válogatottban
1982 és 1989 között szerepelt a salvadori válogatottban. Részt vett az 1982-es világbajnokságon, de nem lépett pályára egyetlen csoportmérkőzésen sem.

## Sikerei
Atlético Marte
- Salvadori bajnok (3): 1980–81, 1982, 1985